# La Proie (film, 1974)
Pour l’article homonyme, voir La Proie.
Pour plus de détails, voir Fiche technique et Distribution.
La Proie (italien : La preda) est une production érotique italo-colombienne réalisée par Domenico Paolella, sortie en 1974,.

## Synopsis
En Colombie, un couple formé de Betsy et Daniel est en crise. Betsy est une femme alcoolisée et Daniel est amoureux d'une femme indigène, Nagaina, la belle « proie » avec laquelle il a l'intention de s'échapper. Daniel vole des bijoux et arrêté par la police finit en prison où il rencontre un certain Francis avec lequel il parvient à s'échapper. Daniel fait chercher Nagaina qui travaille dans une plantation par Francis. Francis et Nagaina tombent amoureux et se construisent une nouvelle vie tandis que Daniel, après une réaction violente entérine la situation et se retrouve de nouveau en prison.

## Fiche technique
- Titre : La Proie
- Titre original : italien : La preda
- Réalisation : Domenico Paolella
- Scénario : Mario Bregni, Remigio Del Grosso
- Photographie : Armando Nannuzzi
- Montage : Amedeo Giomini
- Décors : Oscar Capponi
- Musique : Franco Bixio, Fabio Frizzi
- Maison de production :	PAC
- Distribution en Italie : PAC
- Pays :  Italie- Colombie
- Genre : érotique - dramatique
- Durée : 95 minutes
- Dates de sortie : 
  - Italie : 1974

## Distribution
- Zeudi Araya : Nagaina
- Franco Gasparri : Daniel
- Micheline Presle : Betsy
- Renzo Montagnani